# Grosser Preis des Kantons Aargau 2016
Il Grosser Preis des Kantons Aargau 2016, cinquantatreesima edizione della corsa, valido come evento del circuito UCI Europe Tour 2016 categoria 1.HC, fu disputato il 9 giugno 2016 su un percorso di 188,7 km. Fu vinto dall'italiano Giacomo Nizzolo, al traguardo con il tempo di 4h 08' 38" alla media di 45,53 km/h, seguito dall'altro italiano Andrea Pasqualon e dall'australiano David Tanner, piazzatosi terzo.
Alla partenza erano presenti 152 ciclisti, dei quali 92 completarono la gara.

## Squadre e corridori partecipanti
| N.    | Cod. | Squadra                     |
| ----- | ---- | --------------------------- |
| 1-6   | OGE  | Orica-GreenEDGE             |
| 11-18 | TFS  | Trek-Segafredo              |
| 21-28 | LAM  | Lampre-Merida               |
| 31-38 | ALM  | AG2R La Mondiale            |
| 41-47 | AST  | Astana Pro Team             |
| 51-58 | KAT  | Team Katusha                |
| 61-68 | BMC  | BMC Racing Team             |
| 71-76 | CPT  | Cannondale Pro Cycling Team |
| 81-88 | SSG  | Stölting Service Group      |
| 91-98 | IAM  | IAM Cycling                 |

| N.      | Cod. | Squadra                      |
| ------- | ---- | ---------------------------- |
| 101-108 | AND  | Androni Giocattoli-Sidermec  |
| 111-118 | GAZ  | Gazprom-RusVelo              |
| 121-128 | BOA  | Bora-Argon 18                |
| 131-138 | DDD  | Dimension Data               |
| 141-148 | TSV  | Topsport Vlaanderen-Baloise  |
| 151-158 | WGG  | Wanty-Groupe Gobert          |
| 161-168 | SUI  | Selezione svizzera           |
| 171-178 | ROT  | Team Roth                    |
| 181-188 | VOL  | Team Vorarlberg              |
| 191-197 | DMP  | Delko-Marseille Provence-KTM |

## Ordine d'arrivo (Top 10)
| Pos. | Corridore           | Squadra      | Tempo    |
| ---- | ------------------- | ------------ | -------- |
| 1    | Giacomo Nizzolo     | Trek         | 4h31'14" |
| 2    | Andrea Pasqualon    | Team Roth    | s.t.     |
| 3    | David Tanner        | IAM Cycling  | s.t.     |
| 4    | Kristian Sbaragli   | Dimension D. | s.t.     |
| 5    | Matti Breschel      | Cannondale   | s.t.     |
| 6    | Zakkari Dempster    | Bora-Argon   | s.t.     |
| 7    | Magnus Cort Nielsen | Orica        | s.t.     |
| 8    | Silvan Dillier      | BMC Racing   | s.t.     |
| 9    | Gaëtan Bille        | Wanty        | s.t.     |
| 10   | Sergej Černeckij    | Katusha      | s.t.     |